# Chanteloup (Deux-Sèvres)
 Chanteloup  es una población y comuna francesa, situada en la región de Poitou-Charentes, departamento de Deux-Sèvres, en el distrito de Parthenay y cantón de Moncoutant.

## Demografía
| 944 | 868 | 815 | 853 | 910 | 898 |
| Para los censos de 1962 a 1999 la población legal corresponde a la población sin duplicidades (Fuente: INSEE [Consultar]) |     |     |     |     |     |